# حسین‌آباد (محمودآباد)
حسین‌آباد یک روستا در ایران است که در دهستان محمودآباد شهرستان شاهین‌دژ واقع شده‌است. حسین‌آباد ۵۲۰ نفر جمعیت دارد.